# Samuel Tinsley
Samuel Tinsley (1847 – 1903) fou un jugador d'escacs anglès. Va néixer i créixer a Barnet, Hertfordshire.

## Resultats destacats en competició
Tinsley no va aprendre de jove a jugar a escacs, i no fou fins als quaranta anys (aproximadament), quan va començar a jugar-hi seriosament.
El seu resultat més destacable fou un setè lloc a Manchester, 1890, empatat amb Semion Alapín i Theodor von Scheve.
Fou un dels participants al gran Torneig d'escacs de Hastings 1895, on hi quedà 21è (de 22 participants), però hi va jugar de forma molt destacable, aconseguint guanyar set partides contra diversos jugadors de primer nivell mundial, com Curt von Bardeleben o Dawid Janowski.
Al Torneig de Londres de 1899 hi fou 14è (de 15 participants), però feu altre cop una respectable puntuació de 6 (de 28) contra els millors jugadors del món (el guanyador del torneig fou el campió del món, Emanuel Lasker)

### Rànquing mundial
El seu millor rànquing Elo s'ha estimat en 2588 punts, el desembre de 1890, moment en què tenia 43 anys, cosa que el situaria en 21è lloc mundial en aquella data. Segons chessmetrics, va ser el 21è millor jugador mundial en 5 diferents mesos, entre el novembre de 1890 i el juny de 1891.